# Ayoze Pérez
Ayoze Pérez Gutiérrez (Santa Cruz de Tenerife, 29 juli 1993) is een Spaans voetballer die doorgaans als aanvaller speelt. Hij verruilde Real Betis in augustus 2024 voor Villarreal. Pérez debuteerde in 2024 in het Spaans voetbalelftal.

## Clubcarrière

### CD Tenerife
Pérez werd geboren in Santa Cruz de Tenerife, een stad op de Canarische Eilanden. Hij debuteerde tijdens het seizoen 2012/13 voor CD Tenerife in de Segunda División B. In 2013 promoveerde hij met de club naar de Segunda División. In de Segunda División speelde Pérez gedurende de jaargang 2013/14 in 34 competitiewedstrijden (waarvan dertig met een basisplaats), waarin hij zestien doelpunten maakte. In een thuiswedstrijd tegen SD Ponferradina op 23 maart 2014 (5–0 overwinning) maakte hij voor het eerst in zijn profcarrière een hattrick.

### Newcastle United
Pérez tekende aan het einde van het seizoen 2013/14 een contract voor vijf seizoenen bij Newcastle United, actief in de Premier League. Hij maakte op 17 augustus 2014 zijn debuut in de Engelse competitie, tegen Manchester City (0–2 verlies). Gedurende het seizoen 2014/15 maakte Pérez zeven competitiedoelpunten, waaronder één doelpunt dat direct beslissend was (1–0 overwinning op Liverpool in november 2014).
Hij degradeerde in 2015/16 met Newcastle naar de Championship en hielp de club in het daaropvolgende seizoen mee terug naar de Premier League. Hierin maakte hij in het seizoen 2018/19 twaalf doelpunten, de eerste keer dat hij in dat opzicht de dubbele cijfers haalde op het hoogste niveau. Dit kwam mede door zijn eerste hattrick in de Premier League, op 20 april 2019. Hij maakte toen alle doelpunten voor Newcastle tijdens een met 3–1 gewonnen competitiewedstrijd thuis tegen Southampton.

### Leicester City
Pérez tekende in juli 2019 een contract tot medio 2023 bij Leicester City. Dat betaalde circa €33.400.000,- voor hem aan Newcastle United. Hiervoor maakte hij op 25 oktober 2019 zijn tweede hattrick in de Premier League, net als de eerste tegen Southampton. Leicester won die dag met 0–9. Pérez speelde in zijn eerste jaar bij Leicester bijna elke competitieronde, maar zijn rol binnen het team werd daarna elk seizoen kleiner. 

### Real Betis
De Engelse club verhuurde hem in januari 2023 voor een halfjaar aan Real Betis, waarna zijn contract bij Leicester afliep. Pérez stapte in juli 2023 definitief over naar Betis. Vervolgens draaide hij een erg sterk seizoen, met elf goals en twee assists in alle competities. 

### Villarreal
In de zomer van 2024 maakte Pérez een binnenlandse transfer naar Villarreal. 

## Clubstatistieken
| Seizoen     | Club             | Competitie         | Competitie | Competitie | Competitie | Beker | Beker | Beker | Internationaal | Internationaal | Internationaal | Totaal | Totaal | Totaal |
| Seizoen     | Club             | Competitie         | Wed.       | Dlp.       | Ass.       | Wed.  | Dlp.  | Ass.  | Wed.           | Dlp.           | Ass.           | Wed.   | Dlp.   | Ass.   |
| ----------- | ---------------- | ------------------ | ---------- | ---------- | ---------- | ----- | ----- | ----- | -------------- | -------------- | -------------- | ------ | ------ | ------ |
| 2012/13     | CD Tenerife      | Segunda División B | 16         | 1          | 0          | 0     | 0     | 0     | —              | —              | —              | 16     | 1      | 0      |
| 2013/14     | CD Tenerife      | Segunda División A | 34         | 16         | 7          | 1     | 0     | 0     | —              | —              | —              | 35     | 16     | 7      |
| Club Totaal | Club Totaal      | Club Totaal        | 50         | 17         | 7          | 1     | 0     | 0     | 0              | 0              | 0              | 51     | 17     | 7      |
| 2014/15     | Newcastle United | Premier League     | 36         | 7          | 0          | 3     | 0     | 0     | —              | —              | —              | 39     | 7      | 0      |
| 2015/16     | Newcastle United | Premier League     | 34         | 6          | 2          | 3     | 0     | 0     | —              | —              | —              | 37     | 6      | 2      |
| 2016/17     | Newcastle United | Championship       | 36         | 9          | 7          | 5     | 3     | 0     | —              | —              | —              | 41     | 12     | 7      |
| 2017/18     | Newcastle United | Premier League     | 36         | 8          | 4          | 1     | 2     | 0     | —              | —              | —              | 37     | 10     | 4      |
| 2018/19     | Newcastle United | Premier League     | 37         | 12         | 2          | 4     | 1     | 2     | —              | —              | —              | 41     | 13     | 4      |
| Club Totaal | Club Totaal      | Club Totaal        | 179        | 42         | 15         | 16    | 6     | 2     | 0              | 0              | 0              | 195    | 48     | 17     |
| 2019/20     | Leicester City   | Premier League     | 33         | 8          | 4          | 7     | 0     | 1     | —              | —              | —              | 40     | 8      | 5      |
| 2020/21     | Leicester City   | Premier League     | 25         | 2          | 1          | 7     | 1     | 0     | 4              | 0              | 0              | 36     | 3      | 1      |
| 2021/22     | Leicester City   | Premier League     | 14         | 2          | 3          | 2     | 0     | 0     | 9              | 1              | 2              | 25     | 3      | 5      |
| 2022/23     | Leicester City   | Premier League     | 8          | 0          | 1          | 5     | 1     | 0     | —              | —              | —              | 13     | 1      | 1      |
| Club Totaal | Club Totaal      | Club Totaal        | 80         | 12         | 9          | 21    | 2     | 1     | 13             | 1              | 2              | 114    | 15     | 12     |
| 2022/23     | Real Betis       | Primera División   | 19         | 3          | 2          | 0     | 0     | 0     | 2              | 1              | 0              | 21     | 4      | 2      |
| 2023/24     | Real Betis       | Primera División   | 31         | 9          | 1          | 1     | 0     | 0     | 6              | 2              | 1              | 38     | 11     | 2      |
| Club Totaal | Club Totaal      | Club Totaal        | 50         | 12         | 3          | 1     | 0     | 0     | 8              | 3              | 1              | 59     | 15     | 4      |
| TOTAAL      | TOTAAL           | TOTAAL             | 359        | 83         | 34         | 39    | 8     | 3     | 21             | 4              | 3              | 419    | 95     | 40     |

Bijgewerkt t/m 15 juli 2024.

## Interlandcarrière
Pérez speelde in 2014 twee wedstrijden in Spanje –21, allebei kwalificatiewedstrijden voor het EK –21 van 2015. Hij maakte op 5 juni 2024 zijn debuut voor het eerste elftal van Spanje en scoorde direct, in een met 5–0 gewonnen oefeninterland tegen Andorra. Hij werd twee dagen later door bondscoach Luis de la Fuente opgenomen in de Spaanse selectie voor het EK 2024 in Duitsland. Spanje won zijn groepswedstrijden tegen Kroatië, Italië en Albanië voordat het in de knock-outfase Georgië, Duitsland en Frankrijk uitschakelde. De finale werd met 2–1 gewonnen tegen Engeland, waarmee Spanje voor de vierde keer Europees kampioen werd. Pérez kwam op het toernooi enkel in actie als invaller tegen Italië.
| Interlands van Ayoze Perez voor Spanje | Interlands van Ayoze Perez voor Spanje | Interlands van Ayoze Perez voor Spanje | Interlands van Ayoze Perez voor Spanje | Interlands van Ayoze Perez voor Spanje | Interlands van Ayoze Perez voor Spanje |
| №                                      | Datum                                  | Wedstrijd                              | Uitslag                                | Competitie                             | Goals                                  |
| Als speler bij Real Betis              | Als speler bij Real Betis              | Als speler bij Real Betis              | Als speler bij Real Betis              | Als speler bij Real Betis              | Als speler bij Real Betis              |
| -------------------------------------- | -------------------------------------- | -------------------------------------- | -------------------------------------- | -------------------------------------- | -------------------------------------- |
| 1.                                     | 5 juni 2024                            | Spanje – Andorra                       | 2 – 1                                  | Vriendschappelijk                      | 24'                                    |
| 2.                                     | 20 juni 2024                           | Spanje – Italië                        | 1 – 0                                  | EK 2024                                |                                        |

Bijgewerkt op 9 juli 2024.

## Erelijst
| Competitie             | Aantal           | Jaren            |
| Newcastle United       | Newcastle United | Newcastle United |
| ---------------------- | ---------------- | ---------------- |
| Kampioen Championship  | 1×               | 2016/17          |
| Leicester City         |                  |                  |
| FA Cup                 | 1×               | 2020/21          |
| Spanje                 |                  |                  |
| Europees kampioenschap | 1x               | 2024             |

1 Júnior ·
2 Costa ·
3 Albiol  ·
4 Bailly ·
5 Kambwala ·
6 Suárez ·
7 Moreno ·
8 Foyth ·
10 Parejo ·
11 Akhomach ·
12 Bernat ·
13 Conde ·
14 Comesaña ·
15 Barry ·
16 Baena ·
17 Femenía ·
18 Gueye ·
19 Pépé ·
20 Terrats ·
21 Pino ·
22 Pérez ·
23 Cardona ·
24 Pedraza ·
31 Álvarez ·
Coach: Marcelino
1 Raya ·
2 Carvajal ·
3 Le Normand ·
4 Nacho ·
5 Vivian ·
6 Merino ·
7 Morata  ·
8 Ruiz ·
9 Joselu ·
10 Olmo ·
11 Torres ·
12 Grimaldo ·
13 Remiro ·
14 Laporte ·
15 Baena ·
16 Rodri ·
17 Williams ·
18 Zubimendi ·
19 Yamal ·
20 Pedri ·
21 Oyarzabal ·
22 Navas ·
23 Simón ·
24 Cucurella ·
25 López ·
26 Pérez ·
Coach: De la Fuente